# Antinum
Antinum (anche nell'italianizzazione Antino) era un'antica città dell'Italia centrale, importante centro del popolo dei Marsi situato nella valle Roveto non distante dal confine con il territorio dei Volsci. Corrisponde alla contemporanea cittadina di Civita d'Antino, in provincia dell'Aquila.

## Storia
Importante centro dei Marsi, antico popolo italico, fin dal I millennio a.C., conservò tale ruolo fino all'assoggettamento a Roma, avvenuto nel tardo IV secolo a.C.; divenne quindi municipio romano i cui abitanti erano noti con il domonimo di Marsi Antinates. Conobbe un ininterrotto sviluppo nel corso dei secoli. In età medievale l'antica acropoli fu trasformata in una cittadella sviluppatasi intorno alla torre, che ha assunto il nome di torre dei Colonna, nel centro storico della contemporanea Civita d'Antino.

## L'antica fortezza
Si sono conservati alcuni tratti delle mura poligonali che correvano per circa 1 300 metri lungo tutti i lati della cittadella escluso quello orientale, naturalmente protetto dalle ripide pareti dei burroni che risalgono alla prima metà del V secolo a.C.. Al centro dell'abitato, tra la moderna chiesa parrocchiale di Santo Stefano, il palazzo Ferrante e la porta Nord si trovava il foro, andato totalmente perduto. Rimangono invece due muri in opus reticulatum, di età tardo-repubblicana, noti con il nome di "Terme".
Nel sito o nelle sue immediate vicinanze sono state rinvenute anche diverse testimonianze epigrafiche, in particolare alcune in lingua marsa tra cui il Bronzo di Antino con dedica alla divinità Vesuna.